# Сопорек, Владислав
Влади́слав Сопо́рек (пол. Władysław Soporek; 10 декабря 1927, Гродзиск-Мазовецкий — 25 октября 1986, Лодзь) — польский футболист, нападающий.

## Карьера

### Клубная
Начал играть в футбол в молодёжной команде «Тур» из родного города, позже выступал за местную «Погонь».
В 1949 году стал игроком «Люблинянки», которая дебютировала в новоорганизованной II лиге и в первом же сезоне заняла второе место в северной группе. В середине сезона-1950 Сопорек перешёл в столичную «Легию», в которой за полтора года закрепиться не смог.
Следующей командой в карьере Сопорека стала «Лодзь», в составе которой он добился наибольших успехов на клубном уровне. В 1957 году он выиграл с командой Кубок Польши, а в 1958 — чемпионский титул и звание лучшего бомбардира I лиги с 19 забитыми мячами.
Завершил выступления в лодзинском клубе «Старт» в 1964 году.

### В сборной
За национальную сборную Польши Сопорек провёл 2 матча. Дебютировал 29 сентября 1957 года в товарищеской игре со сборной Болгарии в Софии. Сопорек вышел на поле на 75-й минуте матча, заменив своего тогдашнего одноклубника Хенрика Шимборского. Матч завершился со счётом 1:1.
Второй матч Сопорека в сборной состоялся 11 мая 1958 года, соперником польской сборной стала национальная команда Ирландии. Сопорек начал матч в стартовом составе и отыграл все 90 минут. Эта игра также закончилась вничью, 2:2.

## Достижения

### Личные
- Лучший бомбардир чемпионата Польши: 1958

### Командные
- Чемпион Польши: 1958
- Обладатель Кубка Польши: 1957
- Серебряный призёр II лиги: 1949